# خطوط هوایی متحد ایران
خطوط هوایی متحد ایران
'هواپیمایی متحد ایران' یا 'شرکت واحد هواپیمائی ایران' کوتاه عمرترین شرکت هواپیمایی در تاریخ هوانوردی تجاری ایران است.

## تاریخچه
در ۱۰ مردادماه ۱۳۴۰ خورشیدی، فقط چندین ماه قبل از شکل‌گیری شرکت هواپیمایی ملی ایران، دو شرکت سهامی هواپیمائی ایران و شرکت هواپیمایی پارس با یکدیگر ادغام شدند و شرکت واحد هواپیمائی ایران را به وجود آورند.

## ناوگان شرکت واحد هواپیمائی ایران
| نوع هواپیما        | تعداد |
| ------------------ | ----- |
| داگلاس دی سی-۳     | ۱۱    |
| داگلاس دی سی-۴     | ۴     |
| داگلاس دی سی -۶ بی | ۸     |
| داگلاس دی سی -۷ سی | ۳     |
| ویکرز ویسکونت      | ۴     |
| مجموع              | ۳۰    |

## پایان کار شرکت واحد هواپیمائی ایران
طولی نکشید تا این ادغام به وسیلهٔ تشریفات خاصی منجر به تشکیل شرکتی جدید شود. تنها چند ماه پس از این ادغام، شرکت هواپیمایی ملی ایران، هما ایران ایر تأسیس شد.